# Arpia

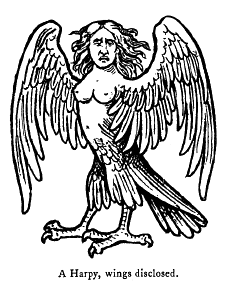
Un'arpia ad ali aperte

Nella mitologia greca, le arpie (lett. "le rapitrici", dal verbo greco ἁρπάζειν, harpázein, "rapire") sono creature mostruose, con viso di donna e corpo d'uccello. L'origine del loro mito deve forse ricondursi a una personificazione della tempesta.

## Citazioni
Le arpie, Celeno, Ocipete ed Aello, figlie di Taumante ed Elettra e sorelle di Iride sono citate nell'Odissea di Omero (libro XX): in una preghiera ad Artemide Penelope ne parla come di procelle e ricorda che rapirono le figlie di Pandareo per asservirle alle Erinni.
Esiodo parla di due arpie, Aello e Ocipete; di esse dice che avessero una magnifica capigliatura e che fossero potenti nel volo.
Nelle Argonautiche di Apollonio Rodio (libro III) le arpie, per ordine di Hera, perseguitano il re e indovino cieco Fineo, portandogli via le pietanze dalla tavola e sporcandogliela.
Virgilio cita le arpie nell'Eneide, facendo il nome di una terza sorella, Celeno.
(Virgilio, Eneide, III, 210-217)

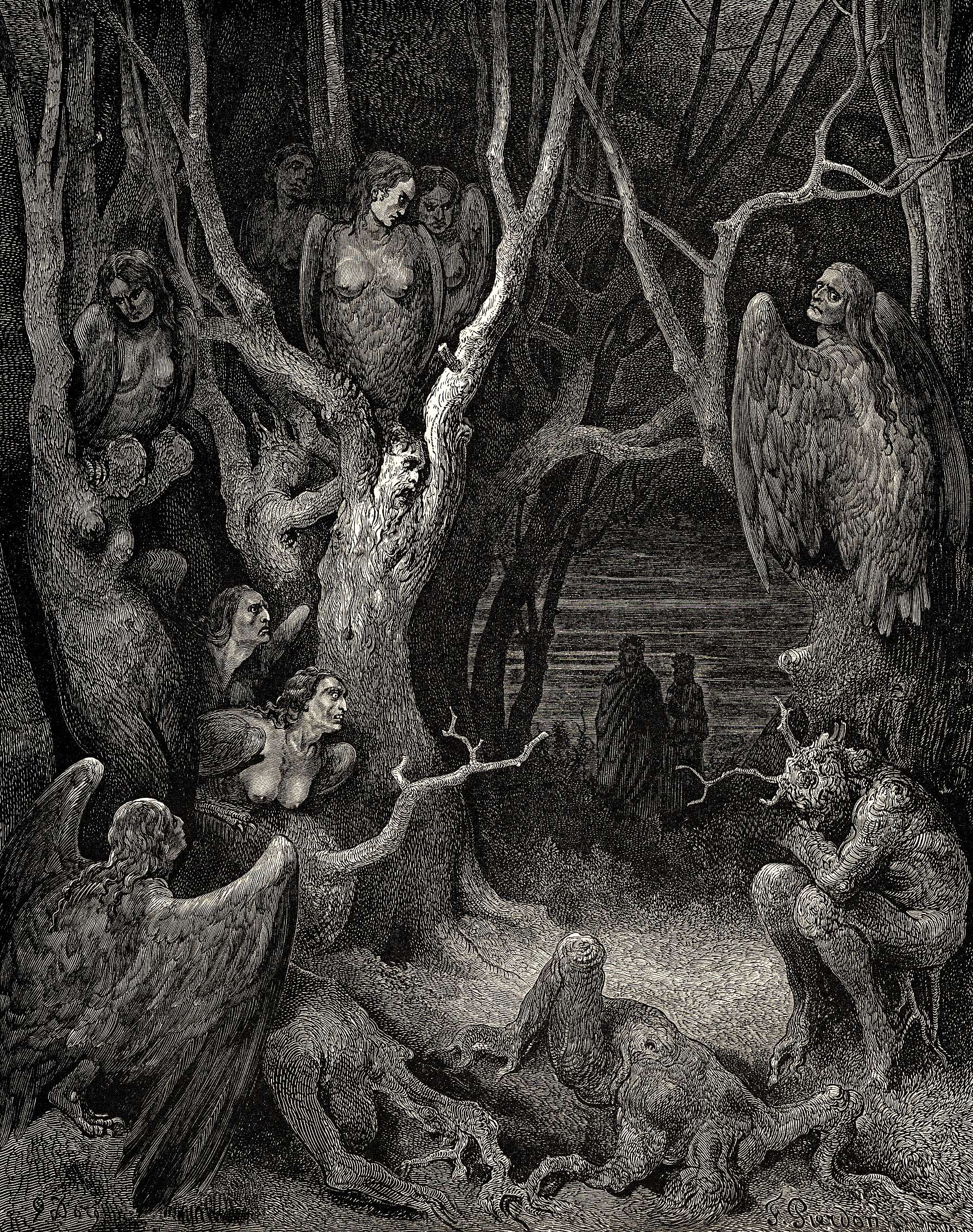
Le arpie in una illustrazione di Gustave Doré per la Divina Commedia

Dante Alighieri cita le arpie nel Canto XIII dell'Inferno: esse rompono i rami e mangiano le foglie degli alberi al cui interno si trovano le anime dei suicidi, che, in questo modo, provano dolore e hanno dei pertugi attraverso i quali lamentarsi.
(Dante, Inferno, XIII, vv. 10-15)
Nell'Orlando furioso (canto XXXIII) Ludovico Ariosto riprende la storia di Fineo, e le Arpie insozzano la tavola del cieco re di Etiopia, identificato col Prete Gianni, e vengono scacciate da Astolfo.

## Nella cultura di massa
- Una famosa opera di Andrea del Sarto è la Madonna delle Arpie, conservata agli Uffizi, risalente al 1517.
- Giovanni della Robbia e Santi Buglioni realizzarono due arpie sugli spigoli del fregio dell'Ospedale del Ceppo di Pistoia nel 1525.
- Nel linguaggio comune si usa il termine "arpia" per indicare una persona che ricorrendo ad artifici e sotterfugi si intromette nelle vicende altrui per influenzarle negativamente, facendo sentire il destinatario sottoposto come all'attacco di un uccello predatore. Anche di persona dall'apparenza innocua che nasconde invece comportamenti predatori o intromissori.
- Nel manga Monster musume no iru nichijō una delle protagoniste femminili è un'Arpia di nome Papi.
- Nel manga e anime Devilman di Gō Nagai, uno dei nemici principali del protagonista è proprio l'arpia Silen.
- Elzie Crisler Segar disegnò le arpie come nemiche di Braccio di Ferro in una serie di strisce quotidiane del 1938.
- Anche il cartoonist Carl Barks disegnò le arpie come antagoniste di Paperino e zio Paperone nella storia a fumetti del 1956 dal titolo Paperino e il Vello d'oro.
- Nel gioco di ruolo cartaceo Vampiri: la masquerade e nelle sue espansioni l'Arpia è un rango della comunità vampirica.
- Ne I Cavalieri dello zodiaco lo Specter Valentine ha un'armatura ispirata alle Arpie.
- In She-Ra, la principessa del potere viene mostrata una tribù di Arpie.
- Nel videogioco The King of Dragons le Arpie figurano tra i nemici comuni.
- Haunted Castle è un altro videogioco arcade dove sono presenti le Arpie, anche qui come nemici comuni.
- Arpia è il gruppo musicale italiano ispirato al mito delle Arpie fondato nel 1984 da Leonardo Bonetti, Fabio Brait e Aldo Maria Orazi.